# 822

## Събития
- Абдаррахман II става емир на Кордовския емират.

## Починали
- Ал Вакиди, арабски историк